# Jan Rostafiński

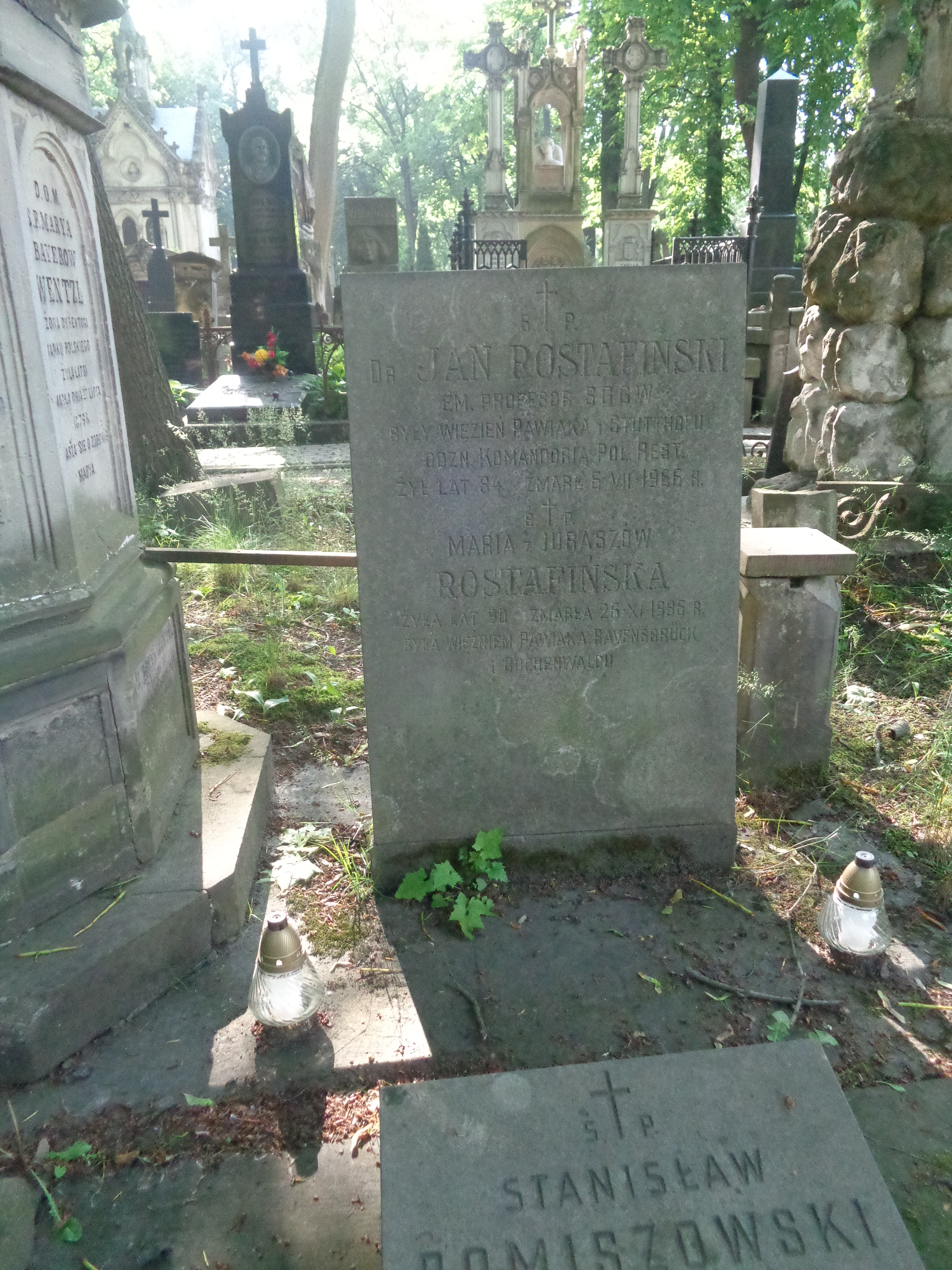
Grób Jana Rostafińskiego na cmentarzu Powązkowskim

Jan Kazimierz Rostafiński (ur. 13 lutego 1882 w Krakowie, zm. 6 lipca 1966 w Warszawie) – polski zootechnik i agronom, specjalista w zakresie anatomii, fizjologii i hodowli zwierząt, wieloletni profesor i dziekan Wydziału Rolnego SGGW w Warszawie, encyklopedysta.

## Życiorys
Był synem wybitnego botanika i popularyzatora tej nauki w Polsce, długoletniego profesora Uniwersytetu Jagiellońskiego i dyrektora krakowskiego Ogrodu Botanicznego, Józefa Rostafińskiego, a także ojcem Wojciecha Rostafińskiego, inżyniera i naukowca pracującego dla NASA.
W 1901 r. ukończył gimnazjum oo. Jezuitów w Chyrowie. Po rocznej praktyce w gospodarstwie rolnym przez dwa następne lata studiował rolnictwo na Studium Rolniczym Uniwersytetu Jagiellońskiego, a następnie fizjologię zwierząt na tej samej uczelni, pod kierunkiem Napoleona Cybulskiego. W 1907 r. uzyskał stopień doktora. Kolejne dwa lata spędził w Akademii Rolniczej w Bonn-Poppelsdorf, studiując oraz pracując jako asystent w Instytucie Fizjologii i Anatomii Zwierząt. Po zakończeniu I wojny został mianowany profesorem nadzwyczajnym w SGGW. Profesor Józef Mikułowski-Pomorski, ówczesny rektor SGGW, powołał go na kierownika katedry Hodowli Zwierząt. W tym samym czasie Rostafiński aktywnie uczestniczył w staraniach o utworzenie Wydziału Weterynaryjnego, a następnie prowadził tam wykłady.
W roku akademickim 1922/23 był dziekanem Wydziału Rolnego SGGW, a w 1935 r. uzyskał tytuł profesora zwyczajnego. Prowadził też wykłady na Wydziale Rolnym Uniwersytetu Stefana Batorego w Wilnie. Zajmował się organizacją hodowli w Polsce. Pełnił funkcję kierownika Wydziału Hodowlanego Centralnego Towarzystwa Rolniczego, kierował związkami hodowców bydła, trzody chlewnej i owiec. Był jednym z założycieli Polskiego Towarzystwa Zootechnicznego i długoletnim członkiem komitetu redakcyjnego „Przeglądu Hodowlanego”. W l. 30. prowadził pogadanki radiowe dla młodzieży, w których poruszał tematykę przyrodniczą, tatrzańską i in.
Był również encyklopedystą, edytorem Praktycznej encyklopedii gospodarstwa wiejskiego. Napisał w ramach tego cyklu encyklopedycznego tom nr 2-3, Owce: pochodzenie i rasy ,
W czasie okupacji wraz z drem Januszem Królikowskim założył w Warszawie Miejską Szkołę Ogrodniczo-Rolniczą II stopnia i był jej dyrektorem. Wykładali w niej profesorowie i asystenci SGGW (27 osób) oraz innych uczelni (7 osób), zaś uczniami byli studenci wyższych uczelni warszawskich. W laboratoriach szkoły studenci tajnych kompletów SGGW i Wydziału Medycznego Uniwersytetu Warszawskiego odbywali ćwiczenia z chemii i botaniki. Profesor włączył się również w akcję pomocy Żydom. Działalność tę przerwało aresztowanie w dniu 30 stycznia 1943 roku przez gestapo.
Profesor Rostafiński był przetrzymywany na Pawiaku. Nie przyjął zaproponowanej współpracy z okupantem, lecz mimo to został zwolniony. Powtórnie aresztowano go 8 grudnia 1943 r. wraz z żoną i córką w związku z działalnością synów Rostafińskich w ruchu oporu (AK, uniknęli aresztowania).
Dnia 25 maja 1944 r. został wysłany w transporcie więźniów z więzienia na Pawiaku do obozu koncentracyjnego Stutthof. Żona i córka, z którymi został aresztowany, zostały wywiezione początkowo do obozu Ravensbrück, a później do obozu koncentracyjnego w Buchenwaldzie.
Rostafiński (nr obozowy 35941) był znany wśród więźniów jako „Profesor”. W obozowej społeczności cieszył się wielkim autorytetem moralnym i intelektualnym. Robił wszystko, by współwięźniów podnieść na duchu. Bardzo oczekiwane były jego pogadanki i odczyty, podczas których mówił m.in. o tym, jak najefektywniej wykorzystywać nikłe obozowe racje żywnościowe, ale także  opowiadał o swoich egzotycznych podróżach. Ze względu na doskonałą znajomość języka niemieckiego i autorytet wśród więźniów profesor Rostafiński potrafił przeciwstawić się obozowym kapo, którzy maltretowali innych osadzonych w obozie. Między innymi udało mu się zwolnić najstarszych więźniów od męczących ćwiczeń fizycznych.
Rostafiński został ewakuowany z obozu w styczniu 1945. W trakcie „Marszu śmierci” dalej udzielał w miarę możliwości pomocy innym. Wycieńczony został wyzwolony w Pucku w marcu 1945 roku.
Natychmiast po zakończeniu wojny podjął pracę w SGGW na stanowisku kierownika Katedry Hodowli Szczegółowej i Żywienia Zwierząt. Był jednak inwigilowany przez służby bezpieczeństwa i w 1950. został przeniesiony na przymusową emeryturę. Jako emeryt podjął pracę w redakcji zootechnicznej Państwowego Wydawnictwa Rolniczego i Leśnego. W 1959. przywrócono go do pracy jako czynnego profesora, jednak wówczas zdrowie nie pozwoliło mu już na tak aktywną działalność zawodową. Pracował w tym czasie nad indeksami wartości użytkowych koni, żywieniem trzody chlewnej, wydajnością pastwisk i kontrolą mleczności krów.
Był przewodniczącym warszawskiego oddziału Polskiego Towarzystwa Przyrodników, członkiem Komisji Rolnej PAU, Komitetu Nauk Zootechnicznych PAN, członkiem korespondentem Akademii Nauk Rolniczych w Helsinkach oraz członkiem rady Międzynarodowego Instytutu Rolniczego w Rzymie. Pracował społecznie, jako prezes zarządu Polskiego Związku Byłych Więźniów Ideowo-Politycznych, członek Rady Naczelnej ZBOWiD i członek Rady Głównej PCK. Był współzałożycielem Towarzystwa Przyjaźni Polsko-Fińskiej.
Był zamiłowanym turystą górskim. Często bywał w Zakopanem, gdzie jego ojciec miał dom. W Tatrach uprawiał turystykę, taternictwo i narciarstwo. Należał do pionierów narciarstwa polskiego. W 1904 odbył wycieczkę narciarską do Czarnego Stawu Gąsienicowego z Kazimierzem Brzozowskim i przewodnikiem Klimkiem Bachledą – opisał to później we wspomnieniu pt. Na Klimkowych "wirstlach" ("Wierchy" 5, 1927). Był członkiem Sekcji Turystycznej Polskiego Towarzystwa Tatrzańskiego i Klubu Wysokogórskiego. Wiele podróżował turystycznie po różnych krajach Europy, a także Turcji i Algierii (z ojcem).
Był odznaczony m.in. Krzyżem Komandorskim Orderu Odrodzenia Polski i Komandorią Orderu Białej Róży Finlandii.
Pochowany na cmentarzu Powązkowskim (kwatera 23-5-21).
Pamięć o prof. dr. Janie Rostafińskim jest podtrzymywana przez Muzeum Obozu Koncentracyjnego w Sztutowie, a także przez Miasto Stołeczne Warszawę, które z inicjatywy SGGW nazwało ulicę na obrzeżach Pola Mokotowskiego imieniem Jana i Józefa Rostafińskich.